# Charles XII
Pour le prétendant légitimiste français, voir Alphonse-Charles de Bourbon.
Pour les articles homonymes, voir Charles, prince de Suède.
Charles XII (en suédois : Karl XII), appelé en latin Carolus Rex et en turc Demirbaş Şarl (« Charles Tête de fer »), né le 17 juin 1682 (27 juin dans le calendrier grégorien) et mort le 30 novembre 1718 (11 décembre dans le calendrier grégorien), membre de la branche suédoise de la dynastie de Palatinat-Deux-Ponts, a été roi de Suède de 1697 à 1718.
Son règne a été presque entièrement consacré à la grande guerre du Nord (1700-1721). Âgé de seulement 15 ans à la mort de son père, Charles se trouve en effet confronté à l'alliance du tsar de Russie, Pierre le Grand, de l'électeur de Saxe et roi de Pologne Auguste II et du roi de Danemark Frédéric IV, qui veulent s'emparer des territoires de l'empire établi par la Suède depuis le XVIe siècle.
Contre toute attente, Charles XII réussit à prendre l'ascendant sur le Danemark (1700), la Pologne (1704) et la Saxe (1706), mais s'étant ensuite lancé dans une offensive contre la Russie, est vaincu à la bataille de Poltava (1709) et contraint à l'exil dans l'Empire ottoman, dont il n'est autorisé à partir qu'en 1714. Rentré en Suède, il se lance dans une nouvelle guerre contre le Danemark et est tué au cours du siège de Fredriksten.
Au terme de son règne, le royaume reste indépendant, mais face aux puissances montantes que sont alors la Russie et la Prusse, la Suède, qui avait joué un rôle important pendant la guerre de Trente Ans, devient une puissance secondaire en Europe.

## Biographie

### L'avènement d'un adolescent
En 1697, Charles est le seul fils survivant du roi Charles XI et d'Ulrique-Éléonore de Danemark (morte en 1693). Il a deux sœurs : Edwige-Sophie (1681 – 1708) et Ulrique-Éléonore (1688 – 1741). Après la mort de leur mère, les trois enfants sont très proches de leur grand-mère paternelle, Edwige-Éléonore de Holstein-Gottorp (1636 – 1715)
Durant son enfance, Charles reçoit une bonne éducation : il apprend le latin, l'allemand et le français ; il est aussi formé dans le domaine de la théologie, des mathématiques et de l'enseignement militaire. Il reçoit également un bon entraînement physique en participant aux chasses et aux longues promenades de son père.
Comme il est âgé de 14 ans à la mort de Charles XI, le 5 avril 1697, son règne commence par une période de régence, assurée, selon la volonté paternelle, par sa grand-mère et cinq conseillers royaux. Mais, dans les mois suivants, Charles est souvent appelé à participer au conseil et en novembre 1697, le Riksdag autorise la fin de la régence : Charles reçoit les hommages des États le 13 décembre et est couronné roi le 14 à la cathédrale de Stockholm. Il est aussi amené à continuer le rôle engagé par son père de médiateur de la paix de Ryswick entre Louis XIV et Guillaume III en 1697.

### Les débuts de la Grande guerre du Nord: les succès (1700-1708)
En 1699, une alliance entre le Danemark, la Saxe et la Russie est établie par des traités bilatéraux, dans le but de tirer avantage du fait que la Suède est gouvernée par un roi jeune et inexpérimenté.
En 1700, trois offensives simultanées sont lancées : la première (Danemark) vise le protectorat suédois de Holstein-Gottorp, la seconde (Pologne) la province de Livonie suédoise et la troisième (Russie) l'Ingrie, marquant ainsi le début de la Grande Guerre du Nord. Dirigeant l'exceptionnelle armée suédoise, Charles attaque d'abord les Danois, fait le siège de Copenhague et force Frédéric à signer la paix à Travendal (août 1700). Cette paix avec le Danemark durera jusqu'en 1709.
Puis, alors que les Polonais échouent devant Riga, il se tourne contre la Russie qui, avec une armée de plus de 50 000 hommes, assiége Narva en Estonie. Il remporte une écrasante victoire à la bataille de Narva avec 8 000 Suédois (30 novembre 1700), à moins de 1 contre 4. Il y eut plus de 15 000 morts russes contre seulement 667 morts suédois.
Après cette bataille, il attaque Auguste II, roi de Pologne, et remporte une victoire sur les bords de la Duna (1701), puis à la Kliszów, en juillet 1702. Maître de la Pologne, il fait élire comme roi Stanislas Leszczynski (juillet 1704), poursuit l'électeur de Saxe jusque dans ses États, et le force à signer le traité d'Altranstädt (1706), par lequel il renonce à la couronne de Pologne.
Mais il reste la Russie ; or, dès 1702, le tsar Pierre le Grand s'est emparé de l'Ingrie et y a fait construire à partir de 1703 une nouvelle capitale, Saint-Pétersbourg. Parti de Saxe, Charles XII, à la tête d'une armée de 43 000 hommes, prend la direction de Moscou. Il vainc de nouveau le tsar à la bataille d'Holowczyn en juillet 1708. À ce moment, Charles XII est sans aucun doute l’un des rois les plus puissants d’Europe.

### Le désastre de la campagne en Russie (1708-1709)
Mais l'armée du roi de Suède n'a plus la même puissance qu'à Narva ou à Holowczyn : privé d'un important convoi de ravitaillement sur lequel il comptait, Charles détourne son offensive vers le sud, à travers l'Ukraine. Malgré l'aide de certains cosaques révoltés contre le tsar (Ivan Mazepa), les Suédois, épuisés, subissent les rigueurs de l'hiver de 1709, particulièrement rude, outre les embuscades russes, combinées à la politique de la terre brûlée. L'artillerie suédoise, pourtant bien supérieure à celle des Russes, est en quasi-totalité abandonnée à cause du froid intense. Le moral des troupes suédoises est affaibli par les  conditions climatiques horribles.
Les troupes suédoises, épuisées, mettent le siège devant Poltava. Lorsque le 8 juillet 1709 Pierre le Grand fond sur les flancs de l'armée suédoise avec une armée fraîche, bien équipée et plus nombreuse, la bataille tourne  à la déroute pour Charles XII qui, blessé peu auparavant par la balle d'un tirailleur russe, est obligé de déléguer son commandement. Pour certains, Charles XII a été blessé au pied lors d'un exercice et a suivi la bataille porté sur un brancard. Les Suédois sont écrasés et Charles XII contraint à la fuite vers l'Empire ottoman, où il restera cinq ans.

### La période de l'exil en Turquie (1709-1714)
Dès que les puissances européennes sont informées de la défaite suédoise, une nouvelle coalition se forme, comprenant le Danemark, la Saxe, la Pologne (où Auguste II revient sur le trône), la Russie, mais aussi la Prusse, l’Angleterre et les Provinces-Unies, chacun voulant une part de l'empire suédois. Pierre le Grand entre en Livonie, et le roi de Danemark Frédéric IV en Scanie.
Charles est d'abord bien accueilli par les Turcs. Il réside d'abord près de Bender, en Moldavie, avec un nombre important de gens qui l'ont accompagné dans sa fuite. Il va même réussir à faire entrer l'Empire ottoman dans une guerre contre le tsar : la quatrième guerre russo-turque commence le 20 novembre 1710. Elle est principalement marquée par la défaite de l'armée russe en Moldavie le 18 juillet 1711 et s'achève par le traité de Fălciu, du 23 juillet 1711, dont la Suède ne tire aucun avantage.
Il en résulte une certaine irritation de Charles XII, qui finit par excéder ses hôtes. De plus, son train de vie est si coûteux qu'il reçoit le surnom de Demirbaş Şarl (« Charles poids mort »). 
En février 1713, les janissaires interviennent à Bender pour arrêter Charles, qui est mis en résidence surveillée à Demotika, près d'Andrinople, puis à Constantinople.
En mai 1714, il reçoit la visite de Stanislas Leszczynski venu lui demander l'autorisation d'abdiquer du trône de Pologne ; mais Charles refuse, et pour le faire patienter, lui propose de devenir son lieutenant dans le duché de Deux-Ponts, offre acceptée par Stanislas qui y passera les quatre années suivantes.

Charles est finalement autorisé à rentrer en Suède en octobre 1714.

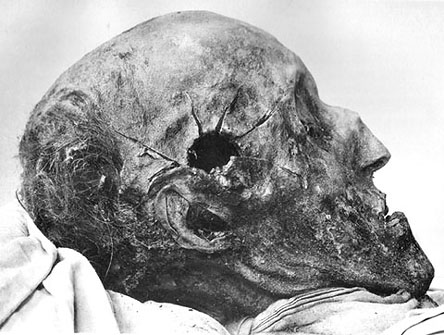
Autopsie du corps du roi en 1916. On voit ici le point de sortie du projectile fatal

### Le retour et l'échec (1714-1718)
Charles XII est libéré en 1714, et, prenant le costume d'un officier allemand, il traverse à cheval les États de l'empereur, arrivant après seize jours et seize nuits de voyage à Stralsund, en Poméranie suédoise.

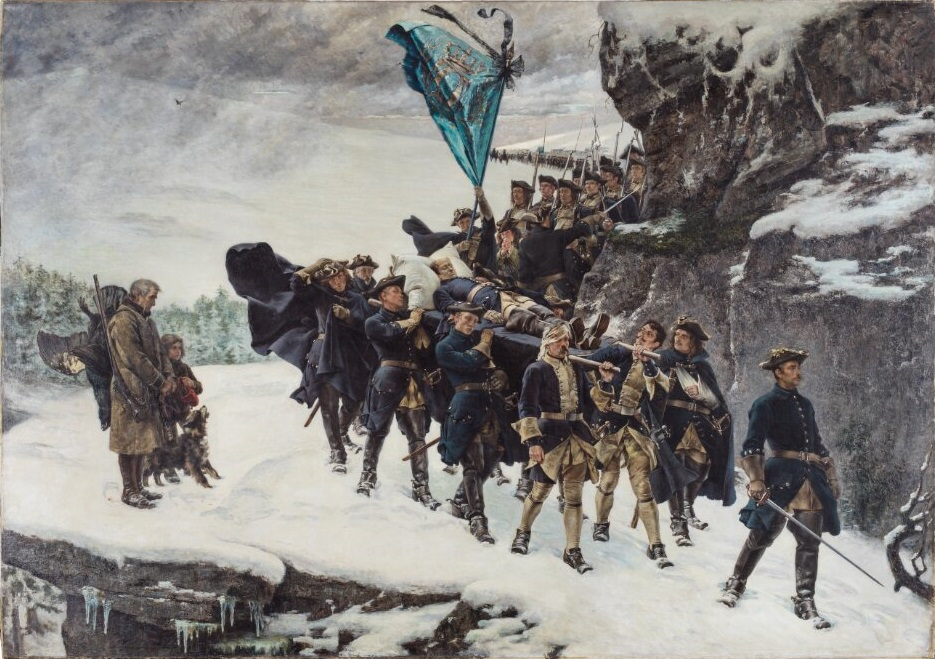
La dépouille de Charles XII sur le chemin du retour (huile sur toile de Gustaf Cederström, 1884).

Assiégé dans cette ville par une armée composée de Danois, de Saxons, de Prussiens et de Russes, il y fait des prodiges de valeur ; mais, la place ne pouvant plus tenir, il se retire à Lund en Scanie.
Aidé des conseils du baron de Goertz, il parvient à rétablir ses affaires. Pendant son absence, sa sœur régente Ulrique-Éléonore a dû convoquer la Diète, mais Charles XII obtient rapidement sa dissolution. À partir de 1715, à cause de la guerre, Charles XII, met en oeuvre toute une série de mesures fiscales et monétaires qui bouleversent les privilèges traditionnels et impliquent de profondes transformations sociales. La fiscalité est rendue progressive et le crédit augmente pour financer la guerre. Les liquidités croissent au moyen de la mise en circulation d’une grande quantité de pièces de monnaie fiduciaire.
Pour contrecarrer la coalition, il décide d'attaquer la Norvège. Mais, le 11 décembre 1718, au cours du siège du premier fort norvégien, Fredriksten dans la ville de Halden, qui pourrait le rendre maître du reste du pays, Charles XII est tué par un projectile qui lui traverse le crâne de part en part.
Le tir reste assez mystérieux, aucun témoin direct n'y ayant assisté et de nombreuses hypothèses ont été faites, certaines évoquant un assassinat. Des autopsies conduites en 1916 et en 2022 montrent un point de sortie nettement plus petit que le point d'entrée, ce qui semble impliquer un projectile massif lent et concluent à un projectile d'acier (excluant les balles de mousquet en plomb) de plus de 20 mm de diamètre et d'une vitesse entre 200 et 250 m/s, soit un tir de grenaille chanceux opéré à une distance de 200 mètres.
Au 300e anniversaire de la mort de Charles XII de Suède, Cecilia Nordenkull, auteur de Karl XII: Kungamord (« Régicide »), fournit une explication nouvelle aux événements : Charles a été abattu par une batterie de canon commandée par un officier allemand et pointée directement vers l'endroit où il devait se trouver à l’occasion d’une triple attaque contre la forteresse de Fredriksten. Son cadavre a été traîné dans une tranchée où il a été déclaré abattu. L'instigateur était le chef d’État-Major des armées suédoises, le prince allemand Frédéric de Hesse, époux de la sœur de Charles.
Charles XII n'ayant pas eu d'enfant, le trône de Suède revint à cette sœur, Ulrique-Éléonore de Suède, qui fut forcée d'abandonner son pouvoir absolu par le Riksdag. Elle abdiqua ensuite en faveur de son mari, qui devint roi sous le nom de Frédéric Ier. La Suède devenait une monarchie constitutionnelle, sur le modèle hollandais et britannique, qui dura plus d'un demi-siècle, avant la restauration de l'autorité royale absolue par le roi Gustave III en 1772.

## Le chef militaire
Charles était un chef militaire talentueux, doté d'un sens tactique aiguisé, mêlé à un sens politique fin, crédité pour avoir introduit d'importantes réformes fiscales et législatives. Une citation de lui-même rapportée par Voltaire justifie son refus catégorique de signer toute paix : « J'ai résolu de ne jamais faire une guerre injuste, mais de n'en finir une légitime que par la perte de mes ennemis ».
D’un naturel chevaleresque et fougueux, il se signala par son épopée outre-mer, où il écrasa ses ennemis en les battant par des tactiques inhabituelles. Il réintroduisit la charge de cavalerie au galop, alors inusitée au profit de la caracole, déstabilisant ainsi les rangs ennemis et remportant d’éclatantes victoires.

## CharlesXIIdans l'art et la littérature

### Histoires deCharlesXII
Le Dr Göran Anders Nordberg a écrit en suédois une Histoire de Charles XII (1742), qui a été traduite en français par le bibliophile suédois Carl Gustaf Warmholtz.
L'Histoire de Charles XII par Voltaire, bien que moins complète, n'est pas moins exacte, et a été complétée par Aubry de La Mottraye.

### Peinture
Gustaf Cederström a peint ses funérailles en 1878, l'œuvre montre le drame de la mort de Charles XII ; on y voit plusieurs soldats portant le corps sur un brancard dans la neige.

### Musique
- Sabaton, Carolus Rex, la seconde moitié de l'album est consacrée à son personnage.

### Cinéma
- Charles XII, film suédois de John W. Brunius, sorti en 1925, avec Gösta Ekman dans le rôle de Charles XII.
- Un pigeon perché sur une branche philosophait sur l'existence, de Roy Andersson (2014). Une séquence parodie la campagne de Charles XII en Russie et son retour de Poltava.

## Source partielle
Marie-Nicolas Bouillet  et Alexis Chassang (dir.), « Charles XII » dans Dictionnaire universel d’histoire et de géographie, 1878 (lire sur Wikisource)